# Pico da Antónia
O Pico da Antónia, é o ponto mais elevado da ilha de Santiago, no arquipélago de Cabo Verde, com 1 394 metros de altitude.
Tem origem vulcânica e fica situado a 5 km a sudeste da Assomada, a 3,5 km a sul de Picos, a 5 km a oeste-sudoeste de João Teves e a 7 km a oeste-noroeste de São Domingos numa das cordilheiras de montanhas que atravessam o interior da ilha. Mais a norte fica situada a Serra da Malagueta. A montanha serve de fronteira entre os concelhos de São Salvador do Mundo, São Lourenço dos Órgãos e Ribeira Grande de Santiago.
O pico e a área circundante formam o Parque Nacional do Pico da Antónia.